# 6유
육유(六諭)는 명 태조 홍무제(주원장)이 유교국가를 부활시키기 위하여 1398년에 만든 성리학적 유교 규범이자 칙찬서(勅撰書)이다.
1. 부모에게 효도하고 (孝順父母)
2. 웃어른을 공경하며 (尊敬長上)
3. 이웃과 화목하게 지내고 (和陸鄕里)
4. 자손들을 올바로 가르치며 (敎訓子孫)
5. 각자의 생활에 만족하고 (各安生理)
6. 나쁜 짓을 하지 마라 (毋作非爲)